# První bitva u El Alameinu
První bitva u El Alameinu zahájená německou armádou Panzerarmee Afrika probíhala od 1. do 27. července 1942. Proti Třetí říši zde stála britská Osmá armáda. Tuto bitvu však nevyhrála ani jedna ze stran, skončila 27. července 1942 tzv. na mrtvém bodě, kdy se německému polnímu maršálu Erwinu Rommelovi nepodařilo prolomit britské síly pod velením generála Claude Auchinlecka. Následující dny se válka stala statickou a obě strany byly nuceny se zakopat, což vytvořilo statickou frontu dlouhou 60 km (od mešity v El Alameinu po Kattarskou proláklinu) až do 23. října 1942, kdy začala druhá bitva u El Alameinu útokem Osmé armády na Panzerarmee. Tato celá válka v severní Africe skončila začátkem listopadu vítězstvím Britů.

## Předehra bitvy
Válka v Africe započala již v roce 1941. Německá armáda Panzerarmee Afrika s oporou Itálie plnila rozkazy německého kancléře Adolfa Hitlera. Jejich cílem bylo probít se severní Afrikou, obsadit ropná pole na středním východě a zajistit neomezené množství paliva pro válečnou mašinerii Třetí říše. Proti nim stála britská 8. armáda, která chtěla postup Němců zastavit. Britové měli sice výhodu lepšího zásobování, přečíslení i silné obrany, ovšem stál proti nim německý polní maršál Erwin Rommel přezdívaný „Pouštní liška“.

### Rok 1941
Skoro celý rok 1941 se Erwinu Rommelovi dařilo podnikat proti Britům nečekané bleskové výpady až do listopadu, kdy začaly jeho řady řídnout. Toho Britové využili a tvrdě vraceli úder, během velmi krátké doby šesti týdnů zatlačili německou Panzerarmee Afrika západně zpět přes Libyjskou poušť o neuvěřitelných 800 km.

### Rok 1942
S končícím lednem Rommelovi zbývala už jen část armády čítající 228 tanků (139 tanků typu Panzer III, Panzer IV a 89 tanků italské armády přezdívaných „kovové rakve“), zatímco britská armáda měla více než 400 tanků (160 tanků Valentine a více než 230 tanků Crusader).
I přes tento nepoměr sil Rommel 21. ledna 1942 zahájil rozsáhlou ofenzivu, která tlačila britskou 8. armádu celých 5 měsíců zpět na východ. Němcům do rukou opět padl důležitý přístav Tobruk a všechno území, o které již jednou přišli. Koncem června 1942 měla Rommelova armáda cíl téměř na dosah. Nacházela se pouhých 300 km od Suezského průplavu. Rommelův drtivý protiútok však přinesl zničující ztráty, které pro něj nyní znamenaly 2000 pěšáků, několik desítek protitankových děl a 55 bojeschopných Panzerů.

## Průběh
Bitva začala 1. července 1942 německým útokem. Výtažek z deníku Erwina Rommela: „Chci prorazit dřív, než Britové stihnou zaujmout pevnou obranu a válka se stane statickou.“ V Egyptě vyhlásili stav ohrožení, báli se Rommelova příchodu, proto pálili své archívy a očekávali průnik Němců až k Alexandrii. To ale nevěděli, že měl německý polní maršál k dispozici jen něco málo přes osmdesát tanků a zcela vyčerpané jednotky, jenže Rommel na únavu svých mužů nebral ohled. Boje trvaly 26 dní. Rommel měl nedostatek všeho, od paliva přes tanky až po vodu, jeho zásobovací linie byla dlouhá 2000 km a byla neustále ostřelovaná nepřátelskými letouny. Jeho vyčerpaní vojáci spojeneckou obranu neprorazili. Bitva skončila 27. července 1942 na mrtvém bodě.

## Důsledky
Důsledky byly pro obě strany zničující. Neúspěch dosavadního britského generála Claude Auchinlecka donutil Winstona Churchilla k jeho odvolání. Na jeho místo dosadil generála Harolda Alexandera a do čela osmé armády postavil generála Bernarda Montgomeryho. Ten vytrvale čekal na svou dostatečnou převahu, jenže tím dával čas i Rommelovi k získání sil.

### Následující události
Později se válka stala statickou. Obě dvě strany se musely zakopat a vytvořily tím frontu dlouhou 60 km táhnoucí se od mešity v El Alameinu po Kattarskou proláklinu. Tato bojová linie byla držena až do 23. října 1942, začala druhá bitva u El Alameinu.

## Tanky

### Panzerarmee

#### Německo

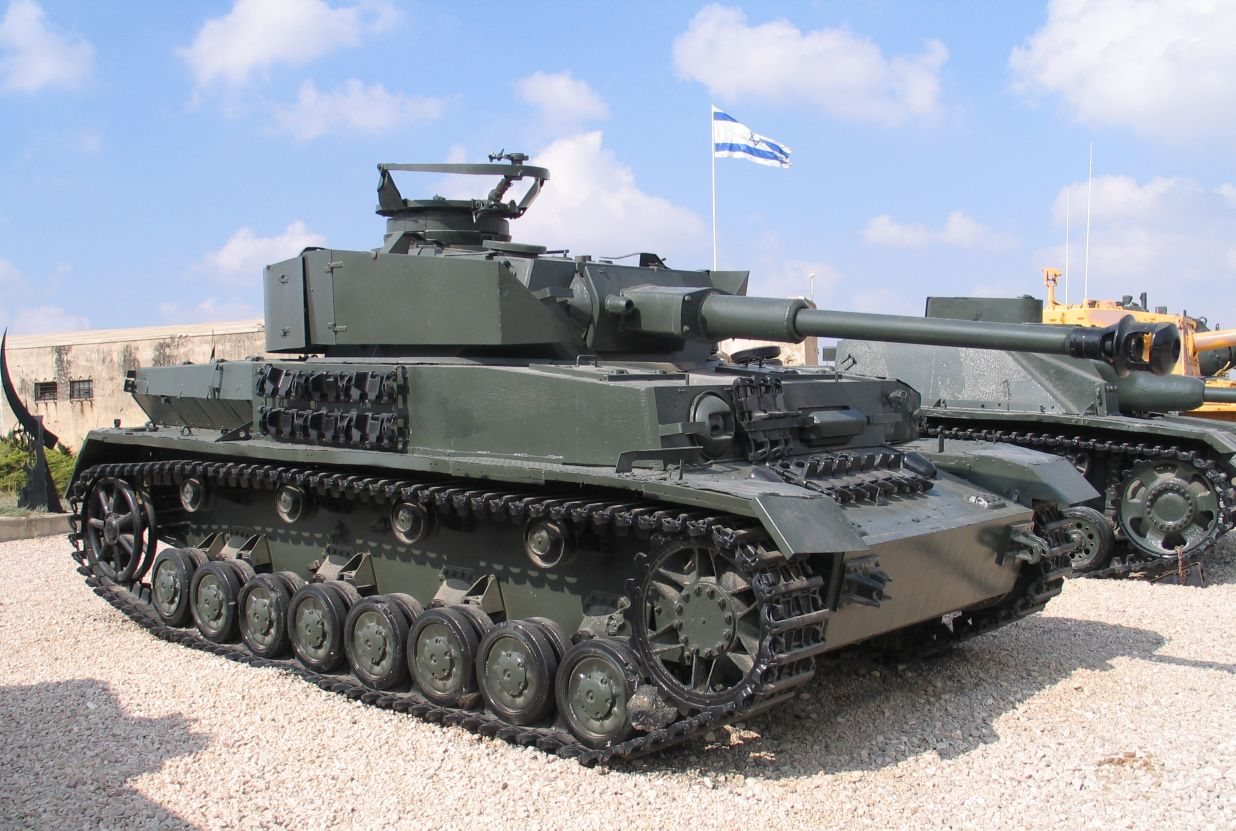
Pz IV G zabraný Syřanům za šestidenní války v izraelském muzeu

- Panzerkampfwagen III – německý střední tank, vyráběný od roku 1937. Celkem bylo vyrobeno přes 5,5 tisíce strojů tohoto typu. Jeho přednostmi byl 70mm přední pancíř a hlavní kanón ráže 50 mm
- Panzerkampfwagen IV – německý střední tank vyráběný od roku 1933, byl původně určený především pro podporu pěchoty a používal se po celou 2. světovou válku. Jeho hlavní zbraní se stal kanón ráže 75 mm a čelní pancíř byl o tloušťce až 80 mm. Jenom na konci války bylo vyrobeno něco okolo 9 000 těchto tanků, avšak používány byly dál v některých následujících válkách

#### Itálie
- italské tanky nechvalně přezdívané jako kovové rakve

### 8. britská armáda

#### Velká Británie

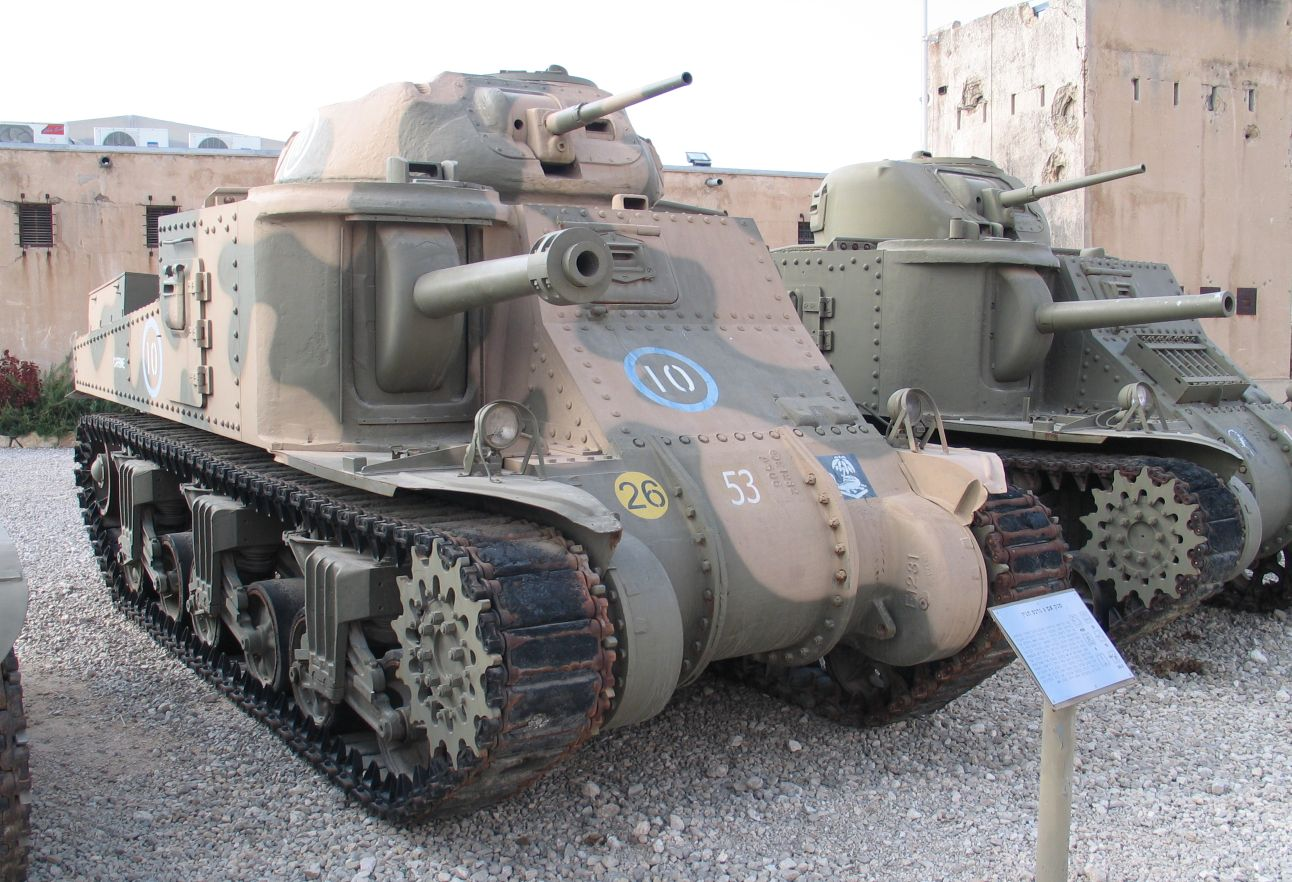
Tanky M3, v popředí varianta M3 Grant

- Valentine – nepočetnější britský (pěchotní) tank 2. světové války, s čelním pancéřováním až 80 mm a kanónem, přičemž ráže jeho děla dosahovala až 75 mm
- Crusader – tento tank byl vyráběný od roku 1939. Tanků tohoto typu bylo vyrobeno asi 5300 kusů, přičemž jeho čelní pancéřování dosahovalo tloušťky až 51 mm a nejsilnější u něj používané dělo bylo ráže 57 mm

#### USA
- M3 Lee – americký střední tank s pancéřováním 51 mm s dvěma hlavními kanóny, jedním ráže 75 mm, který byl připevněný na korbě, a druhým ráže 37 mm umístěným na věži